# Döbelns plan

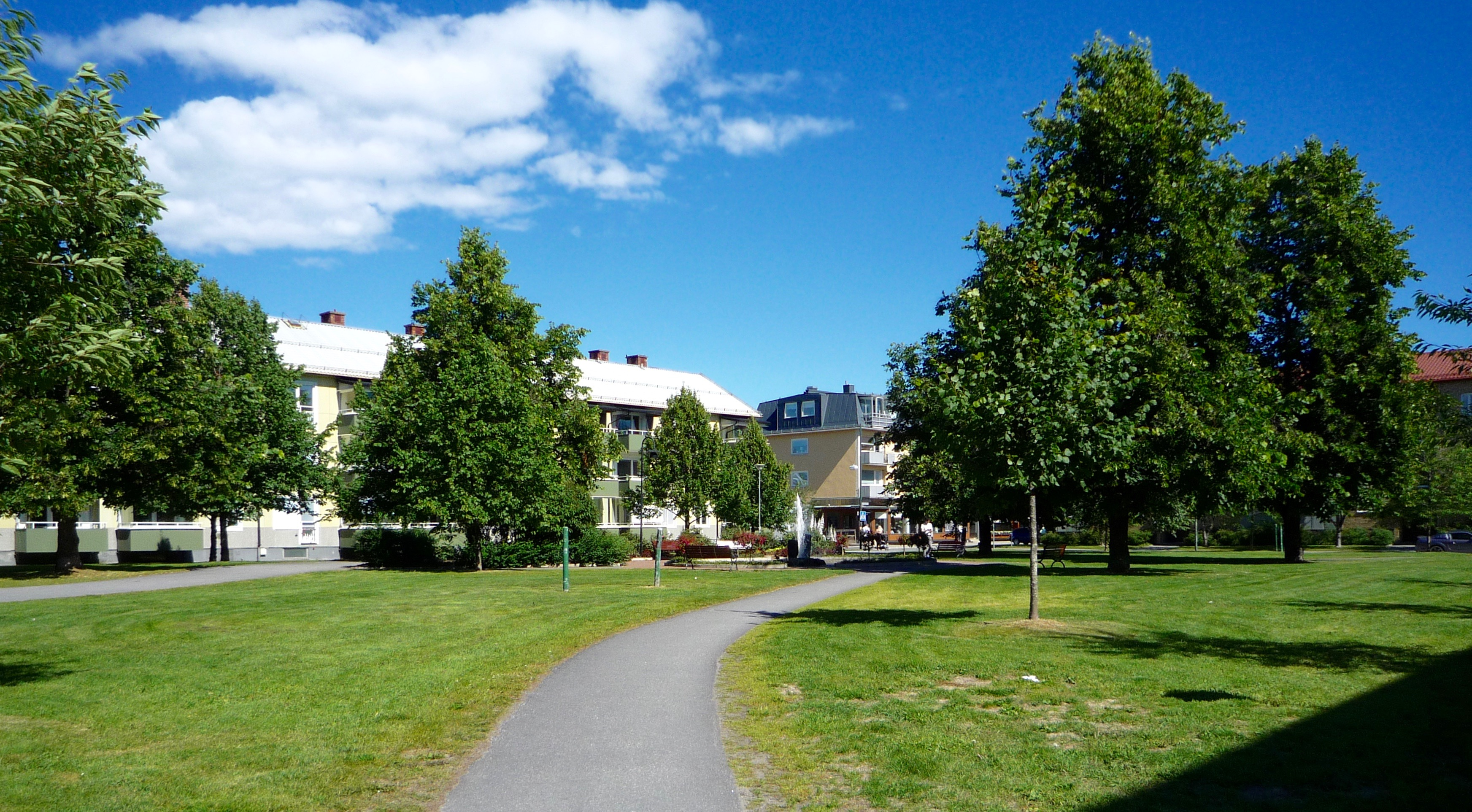
Döbelns plan, juli 2016.

Döbelns plan är en liten brukspark belägen Väst på stan i Umeå, inramad av trevånings flerbostadshus och de korta tvärgatorna Smedsgatan, Repslagargatan och Prästgatan. Från parkens östra kant börjar Kungsgatan mot centrum, från dess västra sida går Östra Prinsgatan mot Hedlundaområdet. (Trots namnet ligger Döbelns plan varken nära Döbelnsgatan eller Döbelns park, som båda ligger öster om Umeå centrum.)
Parken anlades i mitten av 1940-talet, en tid då trädgårdsstaden var idealet och också den tid då de första större flerfamiljshusen byggdes i Umeå.
Parken är rektangulär, med äldre björkar i utkanterna som omsluter gräsmattor, blomsterplanteringar och i mitten en liten fontän med parkbänkar och buskar. I slutet av 1990-talet byggdes parken om med bland annat nya lösningar för cykelvägar. Döbelns plan restaurerades på nytt 2011, bland annat genom nyplantering av träd.